# Баддон
Баддо́н (осет. Баддон) — река в России, протекает по Алагирскому району Северной Осетии. Правый приток Ардона (бассейн Терека).
Длина — 11 км, площадь водосборного бассейна — 42 км². Общее падение — 1880,1 м, уклон — 170,91 м/км. Протекает по ущелью Бадыком. На реке расположено старинное селение Бад. Долина реки в среднем течении (в основном на левобережье) представляет собой берёзовые высокогорные леса. Река протекает по территории Северо-Осетинского государственного заповедника.

## Название
Название реки восходит к названию села Бад (селение Бадовых): Бад + Дон (осет. Дон — вода, река). Кроме села и реки топоним Бад носят гора Верхний Бад и ущелье Бадыком по которому протекает река.

## Течение
Река берёт начало из ледников в 3,2 км к востоку от горы Цмиакомхох (4128 м). Вначале течёт на север, принимая несколько притоков, стекающих с того же ледника. Позже поворачивает на северо-запад. Чуть ниже села Бад поворачивает на север. Впадает в реку Ардон с правой стороны, в 58 км от её устья, напротив верхней части села Мизур.

## Водный режим
Река имеет летнее половодье, что связано с интенсивным таянием снегов и ледников в высокогорьях.